# هیروکازو یاگی
هیروکازو یاگی (انگلیسی: Hirokazu Yagi؛ زادهٔ ۲۶ دسامبر ۱۹۵۹) اسکی‌باز پرش اهل ژاپن است.